# Joyaux de la couronne de Bohême

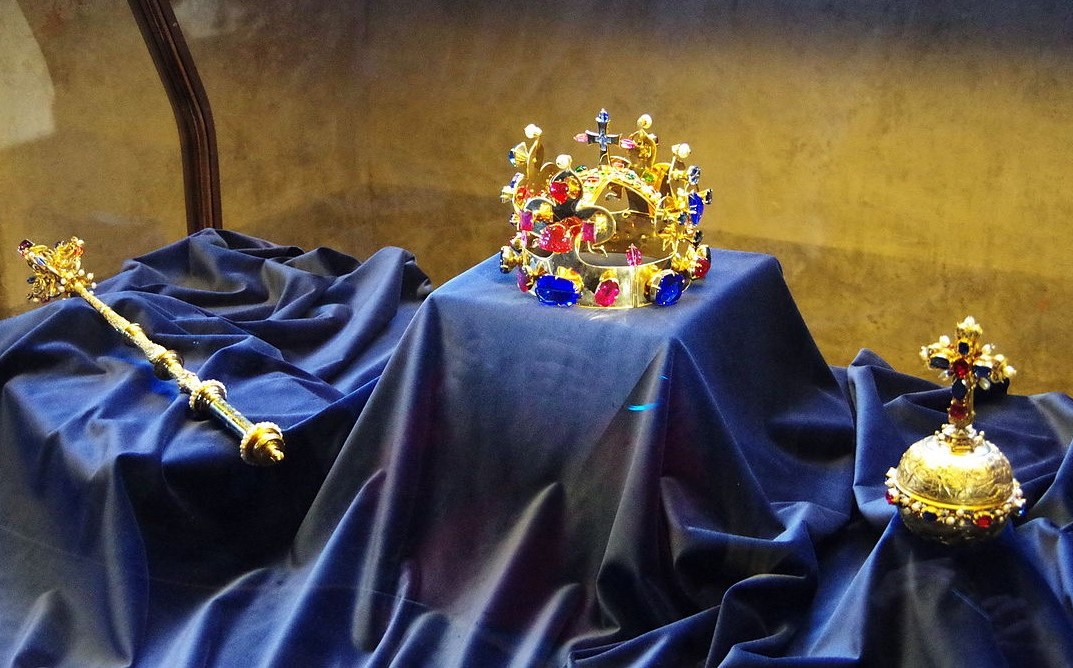
Reproductions des joyaux de la couronne de Bohême.

Les joyaux de la couronne de Bohême sont des pièces de joaillerie conservées en la cathédrale Saint-Guy, à Prague, en République tchèque. La principale est la couronne de saint Venceslas.